# Beneath a Steel Sky
Beneath a Steel Sky je sci-fi počítačová hra pro PC (DOS) i Amigu, odehrávající se v neurčité budoucnosti po planetární katastrofě. Žánrově se jedná o klasickou grafickou adventuru, kde hráč ovládá hlavního hrdinu. Ten se jmenuje Robert Foster a spolu s droidem Joeym je v úvodu hry zajat autoritou blízkého města, do něhož má být deportován vrtulníkem. Během přepravy ale nastanou problémy, následkem jichž je havárie, ze které se Fosterovi s Joyem podaří zachránit a utéct. Následně Foster odhaluje principy tohoto chladnokrevného světa, setká se s několika jeho obyvateli, několikrát podnikne výlet do virtuální reality tamního informačního systému, než jej na konci čeká tajemné setkání s jeho biologickým otcem.
Hra byla vydána na začátku roku 1994, ale v roce 2003 byla zveřejněna společností Revolution Software jako freeware. Je možné ji najít na stránkách projektu ScummVM. je také dostupná zdarma na Good Old Games.